# Liste der denkmalgeschützten Objekte in Neumarkt am Wallersee
Die Liste der denkmalgeschützten Objekte in Neumarkt am Wallersee enthält die denkmalgeschützten, unbeweglichen Objekte der Gemeinde Neumarkt am Wallersee.

## Denkmäler
| Foto |                 | Denkmal                                                                             | Standort                                       | Beschreibung | Metadaten |
| ---- | --------------- | ----------------------------------------------------------------------------------- | ---------------------------------------------- | --- | --- |
| ja   | Datei hochladen | Kath. Filialkirche hl. Maria Magdalena in Neufahrn HERIS-ID: 15946 Objekt-ID: 12200 | neben Neufahrn 80 Standort KG: Neufahrn        | Der schlichte einschiffige Bau steht am Nordrand des Dorfes. Die in den Mauern spätgotische Kapelle erhielt in der Barockzeit einen Giebelreiter mit Zwiebelhelm. Auch das Innere wurde im Barock umgestaltet, das spätgotische Netzrippengewölbe abgeschlagen. Der Hochaltar stammt aus dem Jahr 1645.                                                                           | BDA-Hist.: Q37804474 Status: § 2a Stand der BDA-Liste: 2025-06-30 Name: Kath. Filialkirche hl. Maria Magdalena in Neufahrn GstNr.: 1466 Mary Magdalene Church (Neufahrn)        |
| ja   | Datei hochladen | Schloss Pfongau HERIS-ID: 13357 Objekt-ID: 9535                                     | Pfongau 1 Standort KG: Neumarkt Land           | Das heutige Schloss wurde 1742 erbaut und ersetzte eine ältere Burg. Es ist ein zweigeschoßiges Gebäude mit Walmdach, Rundbogentor mit Schlussstein sowie barocke Stukkatur und Wandgemälde im Inneren. | BDA-Hist.: Q2242903 Status: Bescheid Stand der BDA-Liste: 2025-06-30 Name: Schloss Pfongau GstNr.: .469 Schloss Pfongau                                                         |
| ja   | Datei hochladen | Schloss Sighartstein samt Nebengebäuden HERIS-ID: 15935 Objekt-ID: 12188            | Sighartstein 1 Standort KG: Neumarkt Land      | Das Schloss stammt aus der Zeit nach 1714 und ersetzte einen gotischen Ansitz. Es ist ein kastenartiger, dreigeschoßiger Bau mit Zugbrücke, Graben und Kapellenanbau. | BDA-Hist.: Q2243514 Status: Bescheid Stand der BDA-Liste: 2025-06-30 Name: Schloss Sighartstein samt Nebengebäuden GstNr.: 2453/1 Schloss Sighartstein                          |
| ja   | Datei hochladen | Schlossgasthof Sighartstein HERIS-ID: 15942 Objekt-ID: 12196                        | Sighartstein 25 Standort KG: Neumarkt Land     | Der im Kern barocke zweigeschoßige Bau weist eine Putzgliederung sowie ein Holzportal aus dem 19. Jahrhundert auf. | BDA-Hist.: Q37802915 Status: Bescheid Stand der BDA-Liste: 2025-06-30 Name: Schlossgasthof Sighartstein GstNr.: 2468/1 Schloss Sighartstein                                     |
| ja   | Datei hochladen | Römische Villa Rustica Pfongau II HERIS-ID: 112113 Objekt-ID: 130165                | Winklerfeld Standort KG: Neumarkt Land         | Im Bereich der seit den 1880er-Jahren bekannten Villa rustica wurden 2008–2013 neuerliche Ausgrabungen unternommen, bei denen einige Nebengebäude sowie eine Bronze-Statuette freigelegt wurden. | BDA-Hist.: Q37828631 Status: Bescheid Stand der BDA-Liste: 2025-06-30 Name: Römische Villa Rustica Pfongau II GstNr.: 3464, 3463, 3465/1                                        |
| ja   | Datei hochladen | Kath. Filialkirche hl. Martin in Pfongau HERIS-ID: 15936 Objekt-ID: 12190           | Pfongau Standort KG: Neumarkt Land             | Die Filialkirche im Süden des Ortes Pfongau ist ein in den Mauern spätgotischer Bau. Der Dachreiter wurde viel später in neugotischem Stil errichtet. Aus dieser Epoche stammt auch die Inneneinrichtung. | BDA-Hist.: Q37802853 Status: § 2a Stand der BDA-Liste: 2025-06-30 Name: Kath. Filialkirche hl. Martin in Pfongau GstNr.: .439 Filialkirche Pfongau                              |
| ja   | Datei hochladen | Kath. Filialkirche hl. Georg in Sommerholz HERIS-ID: 15944 Objekt-ID: 12198         | Sommerholz Standort KG: Neumarkt Land          | Die Filialkirche steht auf einem Höhenrücken inmitten der Streusiedlung Sommerholz. Sie ist im Kern spätgotisch und wurde später barockisiert. Der Westturm wurde im Jahr 1740 errichtet, der Zwiebelhelm nach einem Brand im 20. Jahrhundert erneuert. Hochaltar und Kanzel stammen aus der Barockzeit.                                                                          | BDA-Hist.: Q37802972 Status: § 2a Stand der BDA-Liste: 2025-06-30 Name: Kath. Filialkirche hl. Georg in Sommerholz GstNr.: .479 Filialkirche Sommerholz                         |
| ja   | Datei hochladen | Bahnhof Neumarkt am Wallersee HERIS-ID: 15934 Objekt-ID: 12187                      | Bahnhofstraße 33 Standort KG: Neumarkt Markt   | Anmerkung: Der Denkmalschutz bezieht sich auf das Aufnahmsgebäude. | BDA-Hist.: Q107953209 Status: Bescheid Stand der BDA-Liste: 2025-06-30 Name: Bahnhof Neumarkt am Wallersee GstNr.: .363 Aufnahmsgebäude Bahnhof Neumarkt am Wallersee           |
| ja   | Datei hochladen | Bezirksgericht mit Gerichtskapelle HERIS-ID: 15926 Objekt-ID: 12179                 | Hauptstraße 16 Standort KG: Neumarkt Markt     | Das Gebäude des Pfleggerichts Neumarkt entstand im späten 17. Jahrhundert durch die Adaption eines älteren Bürgerhauses. Es ist ein schmuckloser zweigeschoßiger Bau mit Eckrisalit. | BDA-Hist.: Q16855684 Status: Bescheid Stand der BDA-Liste: 2025-06-30 Name: Bezirksgericht mit Gerichtskapelle GstNr.: .135, 193                                                |
| ja   | Datei hochladen | Gerichtskapelle HERIS-ID: 15933 Objekt-ID: 12186                                    | bei Hauptstraße 16 Standort KG: Neumarkt Markt | Der Halbrundbau in der Gartenmauer des Bezirksgerichts mit einem Schmiedeeisengitter stammt aus der Zeit um 1740. | BDA-Hist.: Q37802811 Status: Bescheid Stand der BDA-Liste: 2025-06-30 Name: Gerichtskapelle GstNr.: 193                                                                         |
| ja   | Datei hochladen | Fronfeste, Amtmann- und Gefängnishaus HERIS-ID: 46461 Objekt-ID: 48508              | Hauptstraße 27 Standort KG: Neumarkt Markt     | Die Fronfeste wurde 1589 als Gebäude für den Amtmann und als Gefängnis erbaut. Heutzutage fungiert es als Museum Fronfeste. | BDA-Hist.: Q1358705 Status: Bescheid Stand der BDA-Liste: 2025-06-30 Name: Fronfeste, Amtmann- und Gefängnishaus GstNr.: .17 Museum Fronfeste                                   |
| ja   | Datei hochladen | Wohnhaus, Ehem. Baderhaus HERIS-ID: 15947 Objekt-ID: 12201                          | Hauptstraße 63 Standort KG: Neumarkt Markt     | Das zweigeschoßige Rokokohaus mit reichen Portal- und Fensterumrahmungen sowie anschließendem ehemaligem Wirtschaftsteil stammt aus der Zeit von 1750 bis 1760. | BDA-Hist.: Q37804484 Status: Bescheid Stand der BDA-Liste: 2025-06-30 Name: Wohnhaus, Ehem. Baderhaus GstNr.: .43                                                               |
| ja   | Datei hochladen | Befestigungsanlage Schanze und Wachthaus HERIS-ID: 15923 Objekt-ID: 12176           | Kirchenstraße Standort KG: Neumarkt Markt      | Die Schanze mit Wachthaus wurde im frühen 17. Jahrhundert als Teil einer viel größer geplanten Befestigungsanlage errichtet und bereits 1675 als Wohngebäude adaptiert. Es ist ein dreigeschoßiges Gebäude mit zwei gemauerten und einem hölzernen Geschoß. Das rundbogige Tor, das nunmehr als Eingang zum Kirchhof fungiert, trägt das Wappen von Fürsterzbischof Paris Lodron. | BDA-Hist.: Q16854894 Status: § 2a Stand der BDA-Liste: 2025-06-30 Name: Befestigungsanlage Schanze und Wachthaus GstNr.: 73/1, .46 Schanze und Wachthaus, Neumarkt am Wallersee |
| ja   | Datei hochladen | Kath. Pfarrkirche hl. Nikolaus HERIS-ID: 15924 Objekt-ID: 12177                     | Kirchenstraße 7 Standort KG: Neumarkt Markt    | Die Pfarrkirche und der Friedhof sind von einer bemerkenswerten Erdwallanlage aus den Jahren 1638/39 umgeben. Von einem früheren Barockbau ist noch der Turm an der Chorsüdflanke erhalten. Die Kirche wurde nach einem Brand in historistischem Stil neu erbaut und 1888 geweiht. Aus diesem Jahr stammen auch die Altäre im Stil der Neorenaissance.                            | BDA-Hist.: Q32826976 Status: § 2a Stand der BDA-Liste: 2025-06-30 Name: Kath. Pfarrkirche hl. Nikolaus GstNr.: .48 Pfarrkirche hl. Nikolaus, Neumarkt am Wallersee              |

## Ehemalige Denkmäler
| Foto |                 | Denkmal                                                  | Standort                           | Beschreibung                               | Metadaten |
| ---- | --------------- | -------------------------------------------------------- | ---------------------------------- | ------------------------------------------ | --- |
| ja   | Datei hochladen | Römische Villa Pfongau Objekt-ID: 72350von 2014 bis 2016 | Pfongau Standort KG: Neumarkt Land | → Hauptartikel : Römische Villa Pfongau f1 | BDA-Hist.: Q1333934 Status: Bescheid Stand der BDA-Liste: 2016-06-21 Name: Römische Villa Pfongau GstNr.: 3639/17 |